# اندرو ردمین
اندرو ردمین (انگلیسی: Andrew Redmayne؛ زادهٔ ۱۳ ژانویهٔ ۱۹۸۹) بازیکن فوتبال اهل استرالیا است.
از باشگاه‌هایی که در آن بازی کرده‌است می‌توان به باشگاه فوتبال وسترن سیدنی واندررز، مؤسسه ورزشی استرالیا، باشگاه فوتبال سنترال کوئست مارینرز، باشگاه فوتبال بریزبن رور، و باشگاه فوتبال ملبورن سیتی اشاره کرد.
وی همچنین در تیم‌های ملی فوتبال Australia men's national under-20 soccer team، زیر ۲۳ سال استرالیا، و استرالیا بازی کرده‌است.